# Devil in His Heart
Devil in His Heart is een nummer geschreven door Richard P. Drapkin, die als artiestennaam Ricky Dee droeg. Het nummer werd oorspronkelijk in 1962 opgenomen door The Donays, en later ook door The Beatles.

## Versie van The Donays
The Donays was een R&B-groep uit Hamtramck, Michigan, die de single Bad Boy, samen met B-kant Devil in His Heart opnam in Detroit. Later verscheen dezelfde single ook voor de Britse markt, op het label Oriole.

## Versie van The Beatles
Manager Brian Epstein had een platenwinkel, NEMS, waar The Beatles vaak vertoefden en muziek ontdekten. Er waren veel albums en singles die uit de Verenigde Staten waren geïmporteerd en vaak even obscuur in Groot-Brittannië waren als in de Verenigde Staten. Devil in His Heart werd opgepikt door The Beatles, en namen op 18 juli 1963 in zes takes hun versie van het lied op, hernoemd tot Devil in Her Heart. Het kwam terecht op het album With the Beatles. The Beatles' versie werd een meer uptempo-opname, en er werd ook meer gebruik gemaakt van percussie-instrumenten. Op 2:04 is op de opname een valse start van George Harrison te horen. Harrison is ook de leadzanger van het nummer. De band bracht het nummer ook live. Een versie van de radioshow Pop Go the Beatles van 24 september 1963 is in 2013 uitgebracht op de livecompilatie On Air - Live at the BBC Volume 2.

### Muzikanten
Bezetting volgens Ian MacDonald
- George Harrison – zang, leadgitaar
- Paul McCartney – achtergrondzang, basgitaar
- John Lennon - achtergrondzang, ritmegitaar
- Ringo Starr – drums, maraca's